# Стернс (округ, Міннесота)
Шаблон:StateAbbr_ 45°33′ пн. ш. 94°37′ зх. д. / 45.55° пн. ш. 94.61° зх. д.
Округ  Стернс (англ. Stearns County) — округ (графство) у штаті  Міннесота, США. Ідентифікатор округу 27145.

## Історія
Округ утворений 1855 року.

## Демографія
За даними перепису 
2000 року 
загальне населення округу становило 133166 осіб, зокрема міського населення було 75278, а сільського — 57888.
Серед мешканців округу чоловіків було 66989, а жінок — 66177. В окрузі було 47604 домогосподарства, 32129 родин, які мешкали в 50291 будинках.
Середній розмір родини становив 3,15.
Віковий розподіл населення поданий у таблиці:
| Стать    | До 15 років | 15-21 | 22-29 | 30-39 | 40-49 | 50-65 | 65-85 | Понад 85 |
| -------- | ----------- | ----- | ----- | ----- | ----- | ----- | ----- | -------- |
| Чоловіки | 14233       | 10345 | 8225  | 9826  | 9579  | 8316  | 5913  | 552      |
| Жінки    | 13437       | 10463 | 7211  | 9290  | 9290  | 8290  | 7003  | 1193     |

## Суміжні округи
- Тодд — північ
- Моррісон — північний схід
- Бентон — північний схід
- Шерберн — схід
- Райт — південний схід
- Мікер — південь
- Кендійогі — південний захід
- Поуп — захід
- Дуглас — північний захід

## Виноски
1. ↑  US Decennial Census. US Census Bureau. Процитовано 25 жовтня 2014.
2. ↑  Historical Census Browser. University of Virginia Library. Архів оригіналу за 11 серпня 2012. Процитовано 25 жовтня 2014.
3. ↑  Population of Counties by Decennial Census: 1900 to 1990. US Census Bureau. Процитовано 25 жовтня 2014.
4. ↑  Census 2000 PHC-T-4. Ranking Tables for Counties: 1990 and 2000 (PDF). US Census Bureau. Процитовано 25 жовтня 2014.
5. ↑  State & County QuickFacts. Бюро перепису населення США. Архів оригіналу за 7 червня 2011. Процитовано 1 вересня 2013. [Архівовано 2011-06-07 у Wayback Machine.](англ.) Наведено за англійською вікіпедією.
6. ↑  American FactFinder. Бюро перепису населення США. Архів оригіналу за 26 лютого 2012. Процитовано 31 січня 2008. [Архівовано 2008-05-21 у Wayback Machine.]

| США | Це незавершена стаття з географії США. Ви можете допомогти проєкту, виправивши або дописавши її. |